# 11:11 (álbum de Maluma)
11:11 é o quarto álbum de estúdio do cantor e compositor colombiano Maluma, lançado em 17 de maio de 2019 pela Sony Music Latin. O álbum apresenta participações especiais de Ricky Martin, Ozuna, Nicky Jam, Zion & Lennox, Madonna. Para promover o álbum, Maluma embarcou na 11:11 World Tour em 2019. Foi apoiado por quatro singles : "HP", "11 PM", "Instinto Natural" e "No Se Me Quita", e o single promocional "Déjale Saber". O álbum foi considerado pelos críticos como sendo visivelmente mais limpo e romântico do que os projetos anteriores do cantor.

## Promoção

### Singles
Em 10 de agosto de 2018, o esperado primeiro single do álbum, "Mala Mía", foi lançado digitalmente em lojas de música e serviços de streaming. Com um remix notável da música com as cantoras estadunidensa e brasileira, Becky G e Anitta, sendo lançado em 21 de dezembro de 2018. Levando até o lançamento do álbum, durante a lista de faixas revelar, foi anunciado que a música não seria incluída no álbum. A música alcançou o número 23 na parada de álbuns Billboard Bubbling Under Hot 100 dos EUA e número nove na parada de canções latinas da Billboard Hot Latin Songs.
"HP" foi lançado digitalmente em lojas de música e serviços de streaming em 28 de fevereiro de 2019, como primeiro single oficial do álbum. A música atingiu o número 96 na parada de álbuns da Billboard Hot 100 e em número oito na parada de canções latinas da Billboard.
"11 PM" foi lançado juntamente com o álbum digitalmente em lojas de música e serviços de streaming em 17 de maio de 2018, como o segundo single oficial do álbum. A música alcançou o número 14 na parada de músicas da Billboard dos EUA, Billboard Under Hot 100, e número 11 na parada de canções latinas da Billboard dos EUA.
"Instinto Natural", com Sech, foi lançado em 9 de agosto de 2019, como o terceiro single oficial do álbum. A música atingiu o número 76 na Billboard Argentina Hot 100.
"No Se Me Quita" foi lançado como o quarto single oficial do álbum em 30 de agosto de 2019. A música atingiu o número 38 na Billboard Argentina Hot 100.

### Singles promocionais
Em 16 de maio de 2019, Maluma lançou o single promocional "Déjale Saber", juntamente com um pseudo-vídeo para apoiar. Um tratamento que todas as faixas padrão de álbuns não single receberam na data de lançamento do 11:11.

### Pseudo vídeos e outras músicas de gráficos
Na data de lançamento do álbum, semelhante ao single promocional "Déjale Saber", foram lançados pseudo videoclipes para todas as faixas não single do 11:11 no canal do Maluma no YouTube. Após o lançamento do álbum, "Dispuesto", com Ozuna, alcançou o número 47 na parada Hot Latin Songs da Billboard e em 92 na parada Promusicae espanhola. Enquanto as faixas "Soltera", com Madonna e "Tu Vecina", com Ty Dolla Sign, alcançaram o número sete e 13 na tabela de vendas de músicas digitais latino-americanas da Billboard, respectivamente.

## Recepção da crítica
| Críticas profissionais | Críticas profissionais |
| Pontuações agregadas   | Pontuações agregadas   |
| Fonte                  | Avaliação              |
| ---------------------- | ---------------------- |
| Metacritic             | 77/100                 |
| Avaliações da crítica  |                        |
| Fonte                  | Avaliação              |
| AllMusic               | [ 27 ]                 |
| NME                    | [ 28 ]                 |
| Rolling Stone          | [ 29 ]                 |

Em uma crítica positiva de Nick Levine, do New Musical Express, na qual ele deu ao álbum quatro das cinco estrelas, ele concluiu dizendo "Às 16 faixas, 11h11 é definitivamente um pouco longo, mas não há como negar que Maluma cria um clima que combina com sua personalidade de maneira tão eficaz quanto Drake. Elegante, sexy e com tendências, este álbum deve gerar um pouco de calor de Bogotá a Bognor".

## Lista de faixas
| N.º            | Título                                    | Compositor(es) | Produtor(es)                                                                      | Duração |  |
| 1.             | "11 PM"                                   | Juan Luis Londoño Edgar Barrera Carlos Isaias Morales Vicente Barco Johany Alejandro Correa Pedro Juan De La Ossa          | Edgar Barrera "Edge" Johany Correa "Nyal" Pedro Juan de la Ossa Medrano "Gangsta" | 2:55    |  |
| 2.             | "HP"                                      | Maluma Londoño Edgar Barrera Vicente Barco Giencarlos Rivera Jonathan Rivera                                               | Barrera Madmusick                                                                 | 3:04    |  |
| 3.             | "No Se Me Quita" (part. de Ricky Martin)  | Londoño Barrera Servando Primera Andrés Castro Oscar Hernández Jesus Herrera                                               | Edge                                                                              | 3:39    |  |
| 4.             | "Dispuesto" (part. de Ozuna)              | Londoño Juan Carlos Ozuna Luian Malavé Nieves Edgar Semper Vargas Barrera Xavier Semper Vargas Héctor Ramos Kedin Maysonet | Edge Mambo Kingz DJ Luian Hydro                                                   | 2:42    |  |
| 5.             | "No Puedo Olvidarte" (part. de Nicky Jam) | Londoño Barrera Castro Primera Silverio Lozada Marco Masis Nick Rivera Caminero                                            | Tainy                                                                             | 3:11    |  |
| 6.             | "Me Enamoré de Ti"                        | Londoño Barrera G. Rivera J. Rivera                                                                                        | Edge Madmusick                                                                    | 3:19    |  |
| 7.             | "Extrañándote" (part. de Zion & Lennox)   | Londoño Barrera G. Rivera J. Rivera Gabriel Pizarro Félix G. Ortiz Torres                                                  | Edge Madmusick                                                                    | 3:35    |  |
| 8.             | "Shhh (Calla')"                           | Londoño Kevyn Mauricio Cruz Mateo Cano Barrera Barco                                                                       | Edge Mateo Cano "Tezzel"                                                          | 2:57    |  |
| 9.             | "Dinero Tiene Cualquiera"                 | Londoño Barrera Rene Cano Stiven Rojas Morales Barco Pardo                                                                 | Edge                                                                              | 3:26    |  |
| 10.            | "Soltera" (part. de Madonna)              | Madonna Londoño Barrera Mike Dean G. Rivera J. Rivera                                                                      | Edge Madmusick                                                                    | 3:08    |  |
| 11.            | "Te Quiero"                               | Londoño Barrera Sergio George Primera                                                                                      | Sergio George                                                                     | 3:49    |  |
| 12.            | "Instinto Natural" (part. de Sech)        | Londoño Barrera Morales Barco Johany Alejandro Correa Santiago Mesa                                                        | Edge Nyal                                                                         | 3:14    |  |
| 13.            | "Tu Vecina" (part. de Ty Dolla Sign)      | Londoño Barrera Ilya Salmanzadeh Savan Kotecha Tyrone William Griffin Jr                                                   | Ilya Salmanzadeh                                                                  | 3:19    |  |
| 14.            | "La Flaca" (part. de Chencho)             | Londoño Barrera R. Cano Rojas M. Cano Mesa Chencho Corleone                                                                | Edge Tezzel                                                                       | 2:40    |  |
| 15.            | "Puesto Pa' Ti" (part. de Farina)         | Farina Londoño Barrera G. Rivera Jonathan Carlo Rivera Morales                                                             | Edge Madmusick                                                                    | 3:23    |  |
| 16.            | "Déjale Saber"                            | Londoño Barrera G. Rivera J. C. Rivera                                                                                     | Edge Madmusick                                                                    | 3:17    |  |
| Duração total: | Duração total:                            | Duração total: | Duração total:                                                                    | 51:38   |  |

## Desempenho nas paradas musicais

### Gráficos semanais
| Tabela musical (2019)                 | Maior posição |
| ------------------------------------- | ------------- |
| Alemanha (Offizielle Deutsche Charts) | 77            |
| Áustria (Ö3 Austria Top 40)           | 59            |
| Canadá (Billboard)                    | 54            |
| Bélgica (Ultratop Flandres)           | 100           |
| Bélgica (Ultratop Valônia)            | 49            |
| Estados Unidos (Billboard 200)        | 30            |
| Estados Unidos (Top Latin Albums)     | 1             |
| Espanha (PROMUSICAE)                  | 6             |
| França (SNEP)                         | 68            |
| Itália (FIMI)                         | 20            |
| México (AMPROFON)                     | 9             |
| Países Baixos (Dutch Charts)          | 44            |
| Polónia (ZPAV)                        | 27            |
| Portugal (AFP)                        | 15            |
| Suíça (Schweizer Hitparade)           | 6             |

## Vendas e certificações
| Região                                                        | Certificação | Vendas   |
| ------------------------------------------------------------- | ------------ | -------- |
| Estados Unidos (RIAA)                                         | 2× Platina   | 120,000‡ |
| ‡vendas+valores de streaming baseados somente na certificação |              |          |

## Histórico de lançamento
| País           | Data                | Formatos                      | Gravadora  | Ref.   |
| -------------- | ------------------- | ----------------------------- | ---------- | ------ |
| Estados Unidos | 17 de junho de 2019 | CD download digital streaming | Sony Latin | [ 46 ] |